# Death Cab for Cutie
Death Cab for Cutie är ett amerikanskt indierockband från Bellingham, Washington. Gruppen bildades 1997. Namnet kommer från en satirisk sång, spelad av Bonzo Dog Doo-Dah Band på deras album Gorilla (1967). 

## Historia
Death Cab for Cutie startades som ett soloprojekt av Ben Gibbard, då han var gitarrist i bandet Pinwheel (han har även spelat in solo som ¡All-Time Quarterback!). Under namnet Death Cab for Cutie gav Gibbard ut en kassett kallad You Can Play These Songs with Chords. Utgåvan blev överraskande framgångsrik och Gibbard bestämde sig för att utöka bandet. Han rekryterade Christopher Walla som gitarrist, Nicholas Harmer på bas och Nathan Good på trummor, som tillsammans gav ut LP:n Something About Airplanes sommaren 1998. Albumet fick god kritik, och 2000 släpptes uppföljaren We Have the Facts and We're Voting Yes. Nathan Good lämnade bandet under inspelningen av denna skiva. Hans medverkan på spåren "The Employment Pages" och "Company Calls Epilogue" behölls, men Gibbard fick spela trummor på de övriga låtarna. Den nya trummisen Michael Schorr spelade första gången på The Forbidden Love E.P., utgiven hösten 2000. Året efter gavs en ny LP ut, The Photo Album. Detta albumet lanserades även i en begränsad utgåva som innehåller tre bonusspår, som senare gavs ut separat på The Stability E.P..
Gruppen bytte trummis igen 2003, då Jason McGerr (från Eureka Farm) ersatte Schorr. McGerr spelade på nästa skiva, Transatlanticism, som kom i oktober 2003. Skivan fick god kritik och blev snabbt bandets bästsäljande album med 225 000 sålda exemplar efter ett år. Dessutom spelades flera av bandets låtar i tv-serier som OC och Six Feet Under.
Våren 2004 spelade Death Cab for Cutie in en live-EP kallad The John Byrd E.P., uppkallad efter deras ljudtekniker. EP:n gavs ut i mars 2005. Gruppen lämnade skivbolaget Barsuk Records i november 2004 och skrev på ett "långvarigt världsomspännande avtal" med Atlantic Records.
I augusti 2005 släppte bandet skivan Plans, den första på Atlantic Records. Albumets första singel blev "Soul Meets Body". Skivan mottogs väl av både fans och kritiker och nominerades till Grammy Award för bästa alternativa musikalbum. Gruppen gav även ut en turné-dvd kallad Drive Well, Sleep Carefully 2005. 
Deras sjunde studioalbum, Narrow Stairs, gavs ut 2007 och blev etta på Billboard 200. De spelade 2009 in låten "Meet Me on the Equinox" till vampyrfilmen New Moon. 2011 släpptes albumet Codes and Keys.

## Bandmedlemmar
- Ben Gibbard - sång och gitarr
- Chris Walla - gitarr och keyboard
- Nick Harmer - bas
- Jason McGerr - trummor

## Diskografi

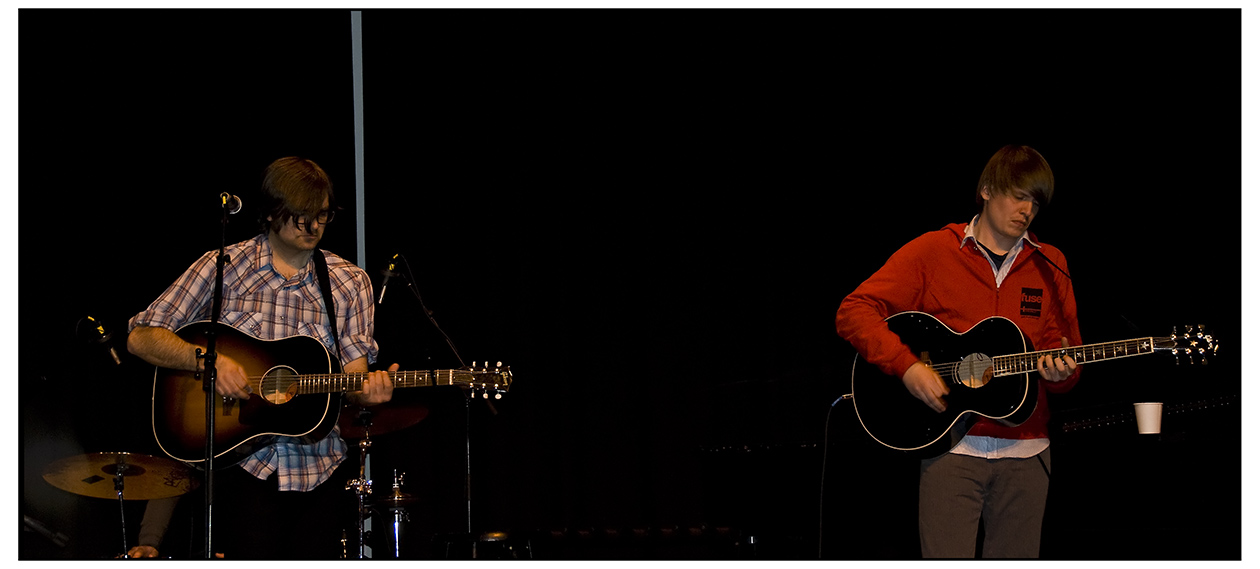
Death Cab for Cutie med Chris Walla och Ben Gibbard.

### Album
- 1997 – You Can Play These Songs with Chords
- 1998 – Something About Airplanes
- 2000 – We Have the Facts and We're Voting Yes
- 2001 – The Photo Album
- 2003 – Transatlanticism
- 2005 – Plans
- 2008 – Narrow Stairs
- 2011 – Codes and Keys
- 2015 – Kintsugi
- 2018 – Thank You for Today

### EP:er
- 2000 – The Forbidden Love E.P.
- 2002 – The Stability E.P.
- 2004 – Studio X Sessions E.P.
- 2005 – The John Byrd E.P.
- 2009 – The Open Door E.P.
- 2019 – The Blue EP

### Videor
- 2001 – A Movie Script Ending
- 2003 – The Sound of Settling
- 2003 – Title and Registration

### Samlingar
- 2002 – You Can Play These Songs with Chords plus 10